# Utricularia livida
Utricularia livida ist eine fleischfressende Pflanzenart aus der Gattung der Wasserschläuche in der Sektion Calpidisca.

## Beschreibung
Utricularia livida ist eine krautige Pflanze. Ihre Rhizoide und Stolone erscheinen für gewöhnlich zahlreich am Scapus. Laubblätter sind nicht immer vorhanden oder auffällig genug sichtbar. Am Scapus sind sie rosettenförmig angeordnet, über die Stolone hin sind sie verstreut sitzend. Die Blattform ist linealisch bis oval-spatelförmig, selten nierenförmig. Ihre Länge beträgt 1 bis 7 cm, ihre Breite 1 bis 6 mm. Die Fallen sind zahlreich, eiförmig, 1 bis 2 mm lang und gestielt. Ihre Öffnung ist stets geschlossen, die obere Lippe überdeckt die untere um das Doppelte. Beide Lippen sind mit sternförmig wegweisenden Reihen von Drüsenhaaren umgeben.
Der Blütenstand ist aufrecht, geradlinig oder geschwungen und einfach oder weiter oben verzweigt. Seine Länge beträgt 2 bis 80 cm, der Schaft ist drüsig oder glatt. Die Blüten erscheinen einzeln, zu zweit bis zu acht oder gar zu fünfzig am Blütenstand. Sie sitzen in Abständen zueinander, seltener dicht gedrängt. Die Schuppen sind wenigzählig und den Brakteen ähnlich; die Brakteen sind am unteren Ende zusammengewachsen, oval, spitz zulaufend oder spitz und etwa 1 mm lang. Die Kelchblätter sind ungleichmäßig, oval und 2 bis 3 mm lang. Die Blütenkrone ist violett, mauve oder weiß mit einem gelben Flecken auf dem Gaumen; in seltenen Fällen ist die gesamte Krone gelb oder cremefarben. Die Blütenkrone erreicht eine Länge von 5 bis 15 mm. Die Oberlippe ist eineinhalb- bis zweimal so lang wie die Kelchblätter und schmal-länglich geformt, ihre Spitze ist abgerundet oder gestutzt. Die Unterlippe ist kreisförmig, der Gaumen weist zwei Faltenwürfe auf, die quer höckerartig verlaufen. Der Blütensporn ist eineinhalbmal so lang wie die Unterlippe, bauchig-kegelförmig und gerade oder gebogen. Die Samenkapsel ist kugelförmig und etwa 2 mm lang. Die Samenkörner sind wenig- bis vielzählig und 0,3 bis 0,5 mm lang, eiförmig und leicht kantig. Ihre Oberfläche ist glatt oder kaum merklich bis deutlich pickelig. Wegen der Variationsbreite der Blüte wurden Pflanzen dieser Art früher für 30 verschiedene Arten gehalten.

## Verbreitung und Habitat
Utricularia livida ist beheimatet in Afrika (Äthiopien, Kenia, Malawi, Simbabwe, Mosambik, Ruanda, Tansania, Uganda, Sambia, Somalia, Sudan, Demokratische Republik Kongo, Südafrika) sowie Madagaskar, aber auch in Mexiko. Sie bewohnt nasse Stellen wie Moore und bemooste Felsen.

## Systematik und botanische Geschichte
Utricularia livida wird mit einigen anderen Species der Sektion Calpidisca (Utricularia sect. Calpidisca) zugeordnet. Sie wurde um 1837 vom deutschen Botaniker Ernst Heinrich Friedrich Meyer erstbeschrieben. Das Artepitheton livida bedeutet „bläulich“, nach anderer Quelle „bleigrau“.